# X 3 (sommergibile Italia)
L'X 3 è stato un sommergibile della Regia Marina.

## Storia
Una volta entrato in servizio, al comando del tenente di vascello Guglielmo Bernucci, fu dislocato a La Spezia, in seno alla I Squadriglia Sommergibili.
Essendo ormai la guerra quasi terminata, non svolse attività bellica.
Al comando del tenente di vascello Massimo Girosi, prese parte alle grandi esercitazioni del 1926 e del 1927; fu impiegato per l'attività addestrativa dell'Accademia Navale di Livorno.
Riassegnato a La Spezia nel 1936, fu trasferito a Taranto l'anno seguente e poi destinato alla Scuola Sommergibili di Pola.
L'unica missione che svolse nella seconda guerra mondiale consistette nel trasporto di una certa quantità di rifornimenti.
Disarmato il 16 settembre 1940, fu radiato il 18 ottobre 1946 e quindi demolito.